# مازغ بالا
مازغ بالا، روستایی در دهستان تیاب بخش تیاب شهرستان میناب در استان هرمزگان ایران است.

## جمعیت
بر پایه سرشماری عمومی نفوس و مسکن در سال ۱۳۹۵، جمعیت این روستا برابر با ۱٬۲۵۴ نفر (۳۳۸ خانوار) بوده‌است.